# Paul Epworth
Paul Epworth (n. Londres, 25 de julio de 1974) es un músico, compositor y productor discográfico británico. Entre los artistas para los cuales ha trabajado están Adele, Coldplay, Foster the People, Cee Lo Green, Florence and the Machine, Plan B, Friendly Fires, Bloc Party, Annie, Primal Scream, The Rapture, Kate Nash, Robbie Williams, Maxïmo Park y Paul McCartney.
El 12 de febrero de 2012, durante la entrega de los premios Grammy, Epworth recibió cuatro reconocimientos en las categorías Productor del Año, Álbum del Año (por 21, de Adele), Canción del Año y Grabación del Año (ambos por «Rolling in the deep», de Adele).
En diciembre de 2012 fue nominado junto con Adele a un Globo de Oro por su trabajo como compositores de la canción «Skyfall», interpretada por la propia Adele para la vigesimotercera película de la saga James Bond, resultando ganador en la ceremonia realizada el 14 de enero de 2013. Días antes de recibir el Globo de Oro, se anunciaron los nominados a los premios Óscar, donde también figuró con Adele como competidor en la categoría Mejor canción original. Después de que Adele interpretara la canción en la ceremonia llevada a cabo el 24 de febrero, la dupla recibió el galardón de la Academia.
En 2013 se editó un nuevo disco de Paul McCartney titulado "New". En dicho álbum comparte con McCartney producción; interpretación y composición de temas como "Queenie Eye"; "Save us" y "Road".

## Premios y distinciones
Premios Óscar
| Año  | Categoría                         | Canción   | Película | Resultado |
| ---- | --------------------------------- | --------- | -------- | --------- |
| 2013 | Óscar a la mejor canción original | «Skyfall» | Skyfall  | Ganador   |